# Clan Numata

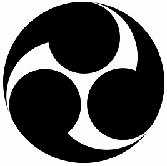
Il mon (emblema) del clan Numata

Il clan Numata (沼田氏?, Numata-shi) fu un piccolo clan giapponese, discendenti della famiglia Miura, che governò nella provincia di Kōzuke durante il periodo Sengoku.
Numata Akiyasu costruì il castello di Numata nel 1532 come loro roccaforte. Verso la metà del periodo Sengoku si allearono con Uesugi Kenshin e molte delle incursioni di quest'ultimo nel Kantō furono organizzate e partirono dal castello di Numata. Nel 1569 una disputa per la successione mise in crisi il clan e qualche anno dopo furono distrutti da Sanada Masayuki dopo che riuscì ad assassinare Numata Kageyoshi.

## Membri importanti del clan durante il periodo Sengoku
- Numata Yasuteru (沼田泰輝?) (1480-1539)
- Numata Akiyasu (沼田顕泰?) (1510-1574) figlio di Yasuteru, costruì il castello di Numata. Uccise successivamente l'erede del clan perché suo figlio Kageyoshi potesse diventare il nuovo capo.
- Numata Kageyoshi (沼田景義?) (1552-1581) figlio di Akiyasu. Fuggì ad Aizu con il padre dopo aver ucciso l’erede del clan. Cercò di riprendersi il castello di Numata ma fu ucciso da Sanada Masayuki.
- Numata Tomoyasu (figlio di Akiyasu)
- Numata Tsunayasu (figlio di Akiyasu)